# Asterolepis
Asterolepis là một chi bướm đêm thuộc phân họ Tortricinae của họ Tortricidae.

## Các loài
- Asterolepis brandti Common, 1965
- Asterolepis chlorissa (Razowski, 1966)
- Asterolepis earina Common, 1965
- Asterolepis glycera (Meyrick, 1910)

## Hình ảnh

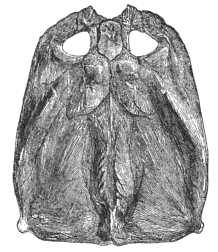
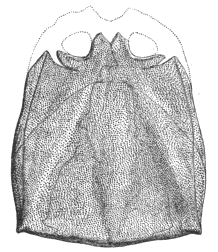
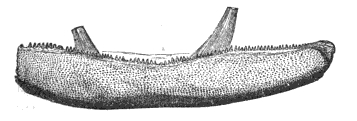
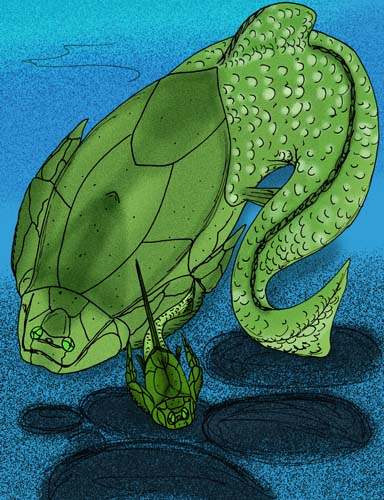